# Rio Oso
Rio Oso – jednostka osadnicza w Stanach Zjednoczonych, w stanie Kalifornia, w hrabstwie Sutter.